# Psectrocladius pseudostilatus
Psectrocladius pseudostilatus är en tvåvingeart som beskrevs av Akrhrorov 1975. Psectrocladius pseudostilatus ingår i släktet Psectrocladius och familjen fjädermyggor. Inga underarter finns listade i Catalogue of Life.